# Feia nota
Feia nota är en fiskart som beskrevs av Gill och Mooi, 1999. Feia nota ingår i släktet Feia och familjen smörbultsfiskar. Inga underarter finns listade i Catalogue of Life.